# Championnat de Zurich 1999
La 84e édition du Championnat de Zurich a lieu le 22 août 1999. Remportée par le Polonais Grzegorz Gwiazdowski, de l'équipe Cofidis, elle est la huitième épreuve de la Coupe du monde.

## Récit de la course
Le polonais remporté cette épreuve au terme d'une échappée solitaire de 250 km.

## Classement final
| Pos. | Cycliste             | Équipe                | Temps           |
| ---- | -------------------- | --------------------- | --------------- |
| 1    | Grzegorz Gwiazdowski | Cofidis               | 6 h 19 min 48 s |
| 2    | Sergio Barbero       | Mercatone Uno-Bianchi | + 28 s          |
| 3    | Andreï Tchmil        | Lotto-Mobistar        | + 34 s          |
| 4    | Paolo Bettini        | Mapei-Quick Step      | m.t.            |
| 5    | Andrei Kivilev       | Festina-Lotus         | m.t.            |
| 6    | Michael Boogerd      | Rabobank              | m.t.            |
| 7    | Davide Rebellin      | Polti                 | m.t.            |
| 8    | Laurent Brochard     | Festina-Lotus         | m.t.            |
| 9    | Mikel Zarrabeitia    | Once-Deutsche Bank    | m.t.            |
| 10   | Jörg Jaksche         | Deutsche Telekom      | m.t.            |